# Octobre 2008 en France
Chronologie de la France
- 2004
- 2005
- 2006
- 2007
- 2008
- 2009
- 2010
- 2011
- 2012

Janvier - Février - Mars - Avril - Mai - Juin - Juillet - Août - Septembre - Octobre - Novembre - Décembre 2008 -
2006 - 2007 - 2008 dans les DOM-TOM français - 2009 - 2010
2006 par pays en Europe - 2007 par pays en Europe - 2008 par pays en Europe - 2009 par pays en Europe - 2010 par pays en Europe 

## Chronologie

### Mercredi1eroctobre
Politique
- Gérard Larcher est élu président du Sénat pour un mandat de 3 ans en remplacement de Christian Poncelet.

Économie
- Le président Nicolas Sarkozy décide de faire racheter par des bailleurs sociaux dont la Société nationale immobilière, filiale à 100 % de la CDC, 30 000 logements dont les travaux n'ont pas été lancés, ceci pour soutenir la construction de logements. Cette opération devrait enclencher une baisse des prix de 20 %.

Affaires diverses
- Le juge Renaud van Ruymbeke rend une ordonnance de non-lieu général dans l'affaire des frégates de Taïwan.

### Samedi 4 octobre
Politique
- 50e anniversaire de la Constitution de la Ve République, adoptée par référendum le 28 septembre 1958.

Affaires diverses
- Ouverture du procès de l'Angolagate devant le tribunal correctionnel de Paris. 42 personnes dont de nombreuses personnalités politico-médiatiques doivent y comparaître (Pierre-Joseph Falcone, Arcadi Gaydamak, Jean-Charles Marchiani, Charles Pasqua, Jean-Christophe Mitterrand, Paul-Loup Sulitzer, Georges Fenech, Jacques Attali en font partie).
- Lancement de la 7e édition de la « Nuit Blanche » à Paris.
- Début du Mondial de l'Automobile 2008 à Paris, jusqu'au dimanche 19 octobre.

### Lundi 6 octobre
Politique
- Le chômage est la première préoccupation des Français (66 %), devant l'évolution du pouvoir d'achat (58 %) et la santé (57 %) selon un sondage TNS Sofres publié dans La Croix.

Économie
- Lancement du nouveau Loto de La Française des jeux qui est mal accueilli car trop cher.
- Plus forte chute du CAC 40 : -9,04 %

### Mardi 7 octobre
Politique
- Changement à la direction de la DGSE ; le préfet Erard Corbin de Mangoux remplace Pierre Brochand.
- Première journée mondiale pour un travail décent.
- Grève nationale dans l'éducation avec un faible taux de participation.
- Le président Nicolas Sarkozy affirme  que « l'idée d'un grand emprunt d'État est absurde [...] l'État n'a pas de problèmes de liquidités. Un tel emprunt viderait les sicav et déstabiliserait le système bancaire ».

Économie
- La fusion du Groupe Caisse d'épargne et de la Banque populaire se précise.

Affaires diverses
- Affaire Clearstream : Jean-Claude Marin, procureur de Paris, requiert le renvoi en correctionnel de Dominique de Villepin pour « complicité par abstention de dénonciation calomnieuse ».
- Le Tribunal administratif de Montpellier invalide les élections municipales de Perpignan pour fraude. Jean-Paul Alduy, principal mis en cause, faisant appel devant le Conseil d'État à la suite de cette décision.
- Le Tribunal administratif de Nancy invalide l'élection municipale de Saint-Dié (Vosges).
- Libération de Marc Machin. La Commission de révision des condamnations pénales lui ayant accordé une suspension de peine le 1er juillet.

### Mercredi 8 octobre
Politique
- Début de l'examen du projet de loi du Grenelle de l'environnement appelé Grenelle I.
- Selon la Commission européenne pour l'efficacité de la justice, le système judiciaire français est un des plus lents d'Europe. En 2006, la France a été condamnée 21 fois pour violation de l'article 6 de la Convention européenne des droits de l'homme qui impose un « délai raisonnable de jugement » — la durée d'écoulement des affaires civiles en première instance est de 262 jours. La France a aussi un budget de la justice par habitant parmi les plus bas d'Europe — 53 euros par habitant et par an, (27e place) — et les juges français sont parmi les moins sanctionnés. Le budget de la justice (hors administration pénitentiaire) représentait 0,3 % du PIB en 2007.

Économie
- La Fédération nationale de l'immobilier (FNAIM) par la voix de son président René Pallincourt admet un recul de 2,9 % au troisième trimestre des prix (logements anciens).

### Samedi 11 octobre
Histoire
- Selon un procureur allemand, un bataillon de SS basé à Châtellerault serait à l'origine du massacre des 124 habitants (hommes, femmes, enfants) du village de Maillé commis le 25 août 1944.

### Lundi 13 octobre
Économie
- Plus forte hausse de l'histoire du CAC 40 avec +11,18 %.

Affaires diverses
- Mort de Guillaume Depardieu, né le 7 avril 1971 et décédé brusquement des suites d'un choc septique consécutif à une pneumonie foudroyante contractée en Roumanie lors du tournage de L'enfance d'Icare. L'enterrement a lieu à Bougival le vendredi 17.

### Mercredi 15 octobre
Culture
- Jean-Marie Gustave Le Clézio obtient le Prix Nobel de littérature.

Sciences
- Françoise Barré-Sinoussi et Luc Montagnier obtiennent le Prix Nobel de médecine pour la découverte du virus du Sida.

Sports
- Football : Lors du match « amical » France-Tunisie au stade de France, La Marseillaise est sifflée par une partie du public.

Affaires diverses
- Selon les révélations de la revue de reportages « XXI », l'animateur de l'émission « La chasse aux trésors », Philippe de Dieuleveult, aurait été assassiné sur ordre en août 1985 par les services de renseignement du maréchal Mobutu qui le soupçonnait d'être un espion alors qu'il effectuait un voyage privé avec des amis sur le fleuve Zaïre[1]. Toute l'expédition a été massacrée.
- Après le rejet de la chambre criminelle de la Cour de cassation du pourvoi formé par l'ancien avocat contre le verdict de la cour d'assises d'appel des Bouches-du-Rhône, Maurice Agnelet est définitivement condamné à vingt ans de réclusion criminelle pour l'assassinat de sa maîtresse et riche héritière Agnès Le Roux en 1977.
- Trente-cinq « jeunes », soupçonnés d'avoir activement participé aux violences urbaines de Vitry-le-François (Marne) dans la nuit du 14 au 15 juin, sont arrêtées pour « participation à un attroupement armé » et « dégradations volontaires ». 19 sont mises en examen et 6 sont écrouées.

### Jeudi 16 octobre
Politique
- Les pensions militaires des anciens combattants marocains de la Seconde Guerre mondiale vont être alignées sur celle des anciens combattants français. Cette décision « historique » concerne seulement quelque soixante anciens combattants marocains mais ne concerne pas les anciens soldats d'Afrique noire.

Affaires diverses
- Le président Nicolas Sarkozy porte plainte contre l'ancien directeur des Renseignements généraux, ses carnets secrets ayant été en partie publiés par Le Point.

### Vendredi 17 octobre
Politique
- Deux syndicats de magistrats saisissent le Conseil supérieur de la magistrature pour « l'alerter » sur ce qu'ils considèrent comme des atteintes à l'indépendance de l'autorité judiciaire de la part de leur ministre Rachida Dati.

Économie
- Selon l'économiste Nicolas Baverez[2] l'année « 2009 connaîtra la pire récession depuis 1945 ».
- La Caisse d'épargne annonce que trois traders, dont les positions étaient prises dans la dégringolade générale, lui ont fait perdre 600 millions d'euros. Le gouvernement a été averti dès mercredi.

Affaires diverses
- Dans l'affaire d'espionnage du leader de l'extrême gauche Olivier Besancenot, le patron de Taser France admet des « vérifications » à la suite des preuves trouvées lors de la perquisition de sa société.
- Dans l'Affaire de l'Arche de Zoé, le gouvernement tchadien réclame à la France, les 6,3 millions d'euros de dommages-intérêts que les six Français libérés devaient verser à la suite de leur condamnation en décembre 2007.

### Dimanche 19 octobre
Politique
- Manifestation de plusieurs dizaines de milliers d'enseignants à Paris, à l'appel de 47 organisations et syndicats, contre les suppressions de postes dans l'éducation et les réformes de Xavier Darcos. Selon les organisateurs quelque 80 000 se sont mobilisés, mais 32 000 selon la préfecture de police. Le SNUIPP propose une grève en novembre.
- Le ministre de l'Éducation, Xavier Darcos, interviewé par TF1 a voulu pour rassurer les enseignants sur la réforme du lycée, évoquant une semaine de 30 heures pour les lycéens et non pas 27 heures, et précisant qu'il n'est pas question de « rendre optionnelles les matières fondamentales comme l'histoire ou les mathématiques ».
- Le directeur général français du FMI, Dominique Strauss-Kahn fait l'objet d'une enquête privée du comité éthique de l'organisme international concernant sa relation intime avec une ancienne employée du FMI, chef de mission sur le Ghana.

Économie
- Réunion du conseil de surveillance du groupe des Caisses d'épargne à la suite de la perte de 600 millions d'euros subie sur les marchés par le groupe. Le président du directoire, Charles Milhaud, le directeur général, Nicolas Merindol, et le directeur chargé des finances et des risques, Julien Carmona ont démissionné. Le conseil nomme Bernard Comolet, président de la Caisse d'épargne Île-de-France et figure historique du groupe, à la tête du directoire de la Caisse nationale, Alain Lemaire, président de la Caisse d'épargne Provence-Alpes-Corse, a été nommé directeur général. Julien Carmona, inspecteur des finances de 38 ans, qui n'a qu'un peu plus d'un an de maison, tout en sortant du directoire, reste aux finances du groupe.
- Le Salon de l'Automobile, malgré la crise que traverse l'industrie automobile, a enregistré quelque 1,43 million de visiteurs, dépassant le record de 2006, alors que les ventes de voitures s'effondrent partout en Europe.

Affaires diverses
- Des escrocs sont parvenus à obtenir les coordonnées bancaires du président Nicolas Sarkozy et ont prélevé de « petites sommes ». Le chef de l'État a porté plainte. Selon l'Observatoire national de la délinquance, les escroqueries et infractions financières sont en hausse de 9 % par rapport à 2007.

### Lundi 20 octobre
Politique
- Le Sénat refuse (314 voix contre 21) de modifier la loi SRU, comme le demande la ministre du Logement Christine Boutin, pour comptabiliser l'accession sociale à la propriété dans le quota de 20 % de logements sociaux et non plus seulement les logements sociaux stricto sensu. Ils ont aussi voté :
  - la possibilité aux préfets de pouvoir préempter des terrains pour contraindre les communes à agir ;
  - l'édition des objectifs de logements à construire fixés dans les programmes locaux de l'habitat désormais détaillés commune par commune, et obligation à ces dernières à s'y conformer ;
  - la possibilité données aux communes plutôt qu'aux propriétaires de déroger aux règles d'urbanisme locales pour agrandir des constructions ;
  - la possibilité pour les HLM de permettre le rachat de projet de construction à des promoteurs privés qui n'ont pas trouvé d'acheteurs ;
  - une réforme du 1 % patronal pour permettre une ponction dans ses caisses ;
  - la réduction de trois à un an du délai de sursis maximum qui peut être accordé pour les expulsions ;
  - l'extension du dispositif de la maison « à 15 euros par jour » au secteur collectif ;
  - des mesures pour favoriser la mobilité dans le parc HLM,

Affaires diverses
- Procès en diffamation engagé par Taser France contre le leader de l'extrême-gauche Olivier Besancenot à cause de ses déclarations sur la dangerosité du pistolet à impulsion électrique qui serait responsable de la mort de 150 personnes aux États-Unis.
- Mort de Sœur Emmanuelle à 99 ans à Callian dans le Var (France)
- Mise aux enchères à l’hôtel Drouot à Paris d'un tronçon de l’escalier hélicoïdal d’origine de la tour Eiffel. Le tronçon de 3,50 mètres ne comporte que 18 marches mais il pèse quelque 700 kg et il est estimé entre 60 000 et 80 000 euros [3]!

### Mardi 21 octobre
- Le marché du crédit immobilier chute de 26,3 % en valeur au troisième trimestre 2008 et 16,4 % en volume, alors que les taux d'intérêt dépassent, eux, les 5 %, ce qui fait s'effondrer les ventes dans l'immobilier neuf.

### Mercredi 22 octobre
Affaires diverses
- Le ministre de la Défense Hervé Morin, à la demande d'un juge d'instruction de Papeete qui enquête sur la disparition d'un journaliste en 1997 en Polynésie, lève le secret défense sur les documents des services secrets concernant un possible compte bancaire de l'ancien président Jacques Chirac à la Tokyo Sowa Bank au Japon. Jean-Pascal Couraud, journaliste indépendant et rédacteur en chef du quotidien les Nouvelles de Tahiti, a disparu sans laisser de traces le 15 décembre 1997 alors qu'il travaillait sur d'éventuels transferts de fonds entre une grosse entreprise de Polynésie française et un compte qu'aurait détenu Jacques Chirac[4].

### Jeudi 23 octobre
Politique
- Le président Nicolas Sarkozy en déplacement à Argonay dans la banlieue d'Annecy (Haute-Savoie) annonce deux mesures importantes dans le cadre de son plan de soutien aux PME :  la suppression partielle de la taxe professionnelle pour les nouveaux investissements réalisés entre le 23 octobre 2008 et le 31 décembre 2009, et la création d'un fonds souverain à la française pour apporter des fonds propres supplémentaires aux PME, développer de petites entreprises très innovantes, ou pour stabiliser le capital d'entreprises qui seraient la proie de prédateurs. Il est également revenu sur le vaste programme d'investissements directs de l'État de 175 milliards d'euros, correspondant à la somme que l'État compte injecter sur trois ans, notamment dans la recherche et les transports (canaux, voies ferrées), énergies renouvelables, taux préférentiels pour l'isolation des maisons, plan en faveur de l'économie numérique, travail le dimanche… Il était accompagné de la ministre de l'Économie, Christine Lagarde, du porte-parole du gouvernement, Luc Chatel, et du président de l'Assemblée nationale, Bernard Accoyer, également maire d'Annecy-le-Vieux.
- Selon un rapport de l'inspection générale de la Ville de Paris, la Fédération française de Tennis ne paye annuellement que 1,5 million d'euros (1,24 % du chiffre d'affaires) pour la mise à sa disposition des 8,5 hectares de Roland Garros alors que la redevance devrait se monter à 19 millions (soit les 15 % du CA usuellement demandés)[5].
- L'« amendement Tapie » est adopté par les députés contre l'avis du gouvernement, prévoyant que les indemnités de plus de 200 000 euros perçues au titre du « préjudice moral » seront soumises à l'impôt.

Affaires diverses
- Un hélicoptère de combat HH3F de marque Sikorsky de l'armée italienne qui effectuait un vol d'entraînement au-dessus de la France et de la Belgique et se dirigeait vers Florent-en-Argonne, s'écrase près de Lisle-en-Barrois (département de la Meuse), faisant huit morts sans aucun survivant. Aucun signal de détresse n'a été perçu avant l'accident.

### Vendredi 24 octobre
Économie
- Le groupe Renault annonce la mise en chômage économique interne pendant deux à quatre semaines de plusieurs de ses usines françaises pour résorber les stocks qui ont atteint un niveau très élevé du fait de la mévente en Europe.
- Selon les Notaires de France, les transactions immobilières devraient baisser de 25 % en 2008, mais n'anticipent pas de « baisse très prononcée » à moins que la crise financière ne devienne économique. Ils reconnaissent néanmoins qu'« une baisse des prix semble amorcée ».

### Dimanche 26 octobre
Politique
- Le FMI a blanchi son directeur général Dominique Strauss-Kahn des accusations qui pesaient contre lui et de tout soupçon d'abus de pouvoir, jugeant capital que l'ancien ministre PS poursuive sa mission en pleine tempête financière.
- Selon le ministre du Budget Éric Woerth sur France 2, le ralentissement va durer « quelques mois » et « la France doit se préparer » à subir la crise économique en 2009 : « On pense que c'est la récession, ou en tout cas le ralentissement, parce qu'aujourd'hui les pays vivent des circonstances économiques différentes, ce ralentissement très fort ne va pas se résoudre en cinq minutes, il va évidemment durer ».

Affaires diverses
- Arrestation d'un premier groupe de jeunes radicaux soupçonnés des destructions de caténaires de voies ferrées.

### Lundi 27 octobre
- La société SMP Technologies (Taser France) est déboutée par le TGI de Paris de son action en « dénigrement » contre le Réseau d'alerte et d'intervention pour les droits de l'homme.

### Mardi 28 octobre
Économie
- Le nombre de permis de construire chute de 23 % et les mises en chantier de logements neufs reculent également de 11,8 % en un an.

Sport
- Début des Internationaux de France de Badminton, au Stade de Coubertin à Paris[6] jusqu'au 2 novembre.

### Mercredi 29 octobre
Politique
- Un décret du ministre de l'Immigration, de l'Intégration, de l'Identité nationale et du Codéveloppement, Brice Hortefeux impose aux candidats au regroupement familial d'apprendre la langue française et un examen culturel et linguistique dès le pays d'origine pour l'obtention d'un visa, parce que « la langue est le meilleur vecteur d'intégration ». La formation initiale sera prise en charge à partir du 1er décembre par les antennes locales de l'Agence nationale de l'accueil des étrangers et des migrations (ANAEM).
- L'ancien premier ministre Michel Rocard assure ne pas exclure de quitter le Parti socialiste si Ségolène Royal devait l'emporter lors du Congrès de Reims du 14 au 16 novembre : « Je vais fêter l'an prochain mes soixante ans de parti. J'ai tout endigué : la guerre d'Algérie, les trahisons de Guy Mollet, la folie des premières nationalisations de 1981 qui ont failli mettre notre économie à genoux. On a digéré beaucoup de choses […] c'est vrai que ce résultat ne me ferait pas plaisir »[7].
- Le tribunal de grande instance de Paris déboute le chef de l'État, de sa plainte pour atteinte au droit à l'image, estimant que la poupée vaudou à son effigie relevait de la liberté d'expression. Le président de la République fait appel car selon son avocat Thierry Herzog « la décision n'était pas conforme à la jurisprudence ».
- La ministre de l'Intérieur, Michèle Alliot-Marie, à la demande du collectif « Jamais sans mon département » rend obligatoire la mention géographique sur les nouvelles plaques d'immatriculation qui vont être octroyée à partir du 1er janvier 2009. Le numéro du département sera celui choisi par le premier propriétaire du véhicule, qu'il corresponde ou non à son lieu de domicile.

Économie
- La baisse des taux de la FED favorise un rebond spectaculaire des marchés boursiers : +10,88 % pour le Dow Jones (New York), +9,23 % pour la CAC-40 Paris), 8,05 % pour le Footsie-100 (Londres), 9,87 % pour le SP/Mib (Milan).
- Le trader des Caisses d'Épargne, soupçonné d'être à l'origine de la perte de 751 millions d'euros, est en garde à vue prolongée dans le cadre de l'enquête pour « déterminer le mécanisme qui a conduit à cette perte et à rechercher d'éventuelles responsabilités pénales ».
- Le directeur général de la Caisse des Dépôts, Augustin de Romanet, estime que la rémunération de ce livret bancaire pourrait être revue à la baisse en février prochain.

### Jeudi 30 octobre
Politique
- Grève générale des ouvriers des Nouvelles messageries de la presse parisienne (NMPP).

### Vendredi 31 octobre
Culture
- Le musée Dapper réunit jusqu'au 12 juillet cent cinquante statues anciennes d'Afrique, issues de dizaines d'endroits différents du continent, et célébrant l'épouse, la mère, la reine et la déesse.